# Női 400 méteres síkfutás a 2013. évi nyári európai ifjúsági olimpiai fesztiválon
A 2013. évi nyári európai ifjúsági olimpiai fesztiválon az atlétikai versenyszámok közül a női 400 méteres síkfutást július 15.-én és július 17.-én rendezték Utrechtben.

## Selejtező
| H   | F | Név                             | Nemzet           | E       | Mj |
| --- | - | ------------------------------- | ---------------- | ------- | -- |
| 1.  | 2 | Iyndra-Sareena Carti            | Franciaország    | 54.65   | Q  |
| 2.  | 1 | Ekaterina Alekseeva             | Oroszország      | 56.11   | Q  |
| 3.  | 3 | Dzhois Koba                     | Ukrajna          | 56.14   | Q  |
| 4.  | 1 | Kalliopi Kountouri              | Ciprus           | 56.24   | Q  |
| 5.  | 1 | Aleksandra Koblence             | Lettország       | 56.29   | q  |
| 6.  | 3 | Anne Sofie Fruerskov Kirkegaard | Dánia            | 56.30   | Q  |
| 7.  | 2 | Kim Rossen                      | Hollandia        | 56.94   | Q  |
| 8.  | 2 | Jenna Bromell                   | Írország         | 57.13   | q  |
| 9.  | 3 | Ina Rojnik                      | Szlovénia        | 57.71   |    |
| 10. | 2 | Karyna Redzko                   | Fehéroroszország | 57.83   |    |
| 11. | 1 | Sara Dorda Sans                 | Spanyolország    | 58.03   |    |
| 12. | 3 | Salomé Paulo Afonso             | Portugália       | 58.27   |    |
| 13. | 2 | Martina Sameková                | Szlovákia        | 58.31   |    |
| 14. | 3 | Nicole Gatt                     | Málta            | 58.43   |    |
| 15. | 1 | Mariam Martinenko               | Grúzia           | 59.11   |    |
| 16. | 1 | Polina Todorova                 | Bulgária         | 59.11   |    |
| 17. | 2 | Luna Vodana Jovic               | Szerbia          | 59.15   |    |
| 18. | 1 | Cristina Daniela Balan          | Románia          | 59.76   |    |
| 19. | 3 | Alessandra Pecco                | Olaszország      | 1:00.68 |    |
| 20. | 2 | Dovile Stoskute                 | Litvánia         | 1:00.79 |    |

## Döntő
| H     | Név                             | Nemzet        | E     | Mj |
| ----- | ------------------------------- | ------------- | ----- | -- |
| Arany | Iyndra-Sareena Carti            | Franciaország | 54.31 |    |
| Ezüst | Dzhois Koba                     | Ukrajna       | 54.99 |    |
| Bronz | Anne Sofie Fruerskov Kirkegaard | Dánia         | 55.39 |    |
| 4.    | Ekaterina Alekseeva             | Oroszország   | 55.47 |    |
| 5.    | Kalliopi Kountouri              | Ciprus        | 55.69 |    |
| 6.    | Kim Rossen                      | Hollandia     | 55.87 |    |
| 7.    | Aleksandra Koblence             | Lettország    | 56.43 |    |
| 8.    | Jenna Bromell                   | Írország      | 57.36 |    |